# Маллинкродт, Герман фон
Герман Йозеф Кристиан фон Маллинкродт (нем. Hermann von Mallinckrodt; 5 февраля 1821, Минден, Северный Рейн-Вестфалия — 26 мая 1874, Берлин) — немецкий политический деятель.

## Биография
Представитель старой вестфальской знати, был сыном прусского правительственного советника. Получил юридическое образование в Берлинском и Боннском университетах. В 1842/1843 годах служил в окружнои и городскои судах в Падерборне.
С 1852 по 1863 год и снова с 1868 года был членом Ландтага Пруссии, где входил в католическую партию, после её падения примкнул к Партии католического Центра, созданной в 1870 году.
В 1867 году был избран в северогерманский, затем в германский рейхстаг, где был одним из лидеров партии центра.
Бургомистр Эрфурта (1850—1851).